# 圣阿芒维拉日
圣阿芒维拉日（法語：Saint-Amand-Villages，法語發音：[sɛ̃.t‿amɑ̃ vilaʒ]）是法国芒什省的一个市镇，属于圣洛区。

## 历史
圣阿芒维拉日成立于2017年，由两个市镇合并而成：
- 圣阿芒（Saint-Amand）
- 普拉西-蒙泰居（Placy-Montaigu）

其中圣阿芒为政府驻地。

## 地理
圣阿芒维拉日（49°2'34"N, 0°57'50"W）面积38.19 平方千米，位于法国诺曼底大区芒什省，该省份为法国西北部沿海省份，西、北、东北三面环大西洋，东起顺时针与卡爾瓦多斯省、奧恩省、马耶讷省和伊勒-维莱讷省接壤。
与圣阿芒维拉日接壤的市镇（或旧市镇、城区）包括：托里尼莱维尔、维尔河畔孔代、圣让代勒、朗贝维尔、比耶维尔、勒佩龙、瓦勒德德龙、苏勒夫尔昂博卡日。
圣阿芒维拉日的时区为UTC+01:00、UTC+02:00（夏令时）。

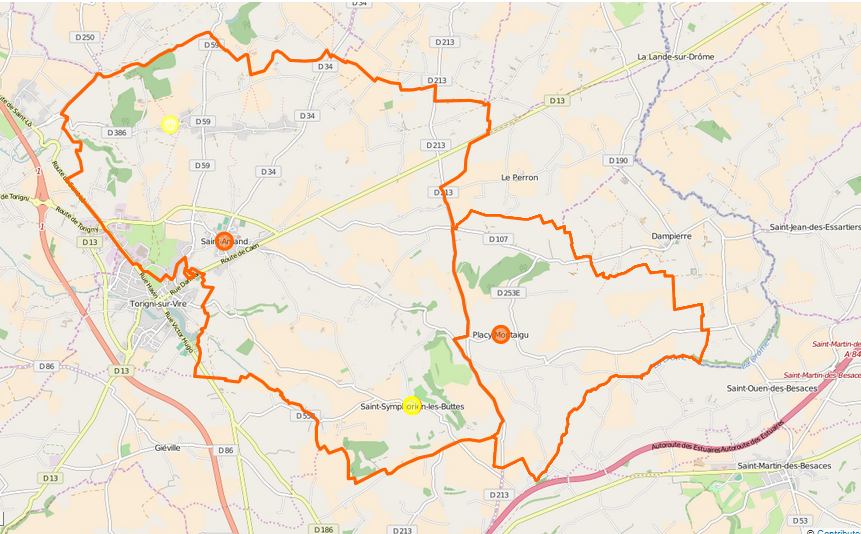
圣阿芒维拉日的OSM定位图

## 行政
圣阿芒维拉日的邮政编码为50160，INSEE市镇编码为50444。

## 政治
圣阿芒维拉日所属的省级选区为维尔河畔孔代县。

## 人口
圣阿芒维拉日于2022年1月1日时的人口数量为2523人。